# Microsoft Certified Systems Administrator

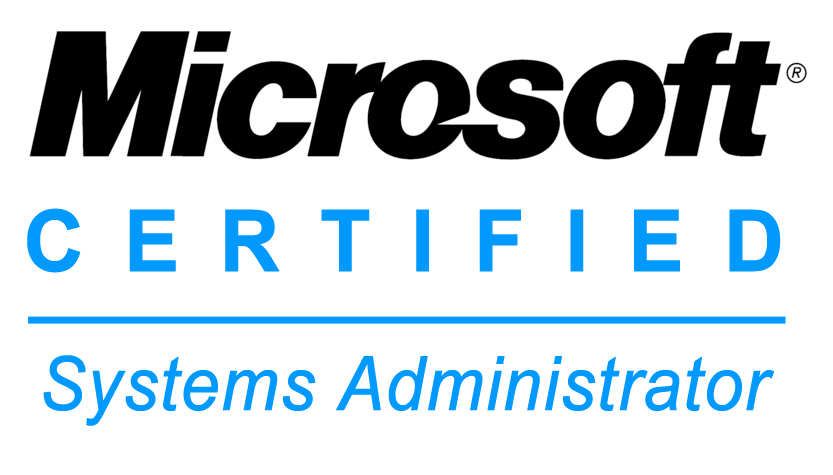
Logo

Microsoft Certified Solutions Associate MCSA,  voorheen Microsoft Certified System Administrator, is een diploma dat door Microsoft wordt uitgegeven. Het examen Microsoft Certified Systems Engineer is moeilijker.

## Websites
- (en)  Explore Microsoft Certifications